# 自己敗北性パーソナリティ障害
自己敗北性パーソナリティ障害（じこはいぼくせいパーソナリティしょうがい、英語: Self-defeating personality disorder）は、マゾキスティックパーソナリティ障害（英語: Masochistic personality disorder）としても知られる、ひとつの提案されている人格障害である。それは、1987年に『精神障害の診断・統計マニュアル』第3版改訂版 (DSM-III-R) の付録に収載されたが、それ以降の『精神障害の診断・統計マニュアル』(DSM)への公式の追加は許されなかった。代案として、「特定不能のパーソナリティ障害」の診断が代わりに使われる可能性がある。いくらかの研究者や理論家は、この基準を使い続けている。公式のコード番号「301.90」を持っている。

## 診断基準

### DSM-IV からの除外
歴史的に、マゾヒズムは女性的服従に関連付けられてきた。たいていは男性を原因とすると考えられる家庭内暴力に関連付けられるとき、この障害は政治的に賛否両論を呼ぶものとなった。しかしながら多くの研究がこの障害が珍しいものではないと指摘している。1994年のDSM-IV から除外されたにもかかわらず、人間の行動の非常に多くの側面を説明するひとつの構成概念として、治療者間で広範囲の流通を謳歌し続けている。
『社会的、職業的、その他重要な領域の職務に関する、臨床的に有意な苦悩や障害を原因とした』性的マゾヒズムについては依然DSM-IVの中に存在する。

## 類型

### ミロンのサブタイプ
テオドール・ミロンはマゾヒストの四つのサブタイプを識別した。個別のマゾヒストは誰も以下の中でゼロあるいはひとつを顕示する可能性がある。
| サブタイプ | 種類         | 人格的特徴 |
| ---------- | ------------ | --- |
| 高潔型     | 演技的性質等 | 誇り高き無私の、自己否定の、そして自己犠牲的な；苦行的な；高貴で高潔で聖なるものと判断される重荷；他人が忠誠や忠実を認めるに違いない；感謝や好意は利他や自制に対して期待される。 |
| 独占型     | 反抗的性質等 | 用心深く、過剰防衛的で、不可欠的になることで魅了し誘惑する；罠にかけ、コントロールし、征服し、隷属させ、またある過ちの犠牲になることで他人を支配する。                           |
| 滅私型     | 回避的性質等 | 『成功による破綻』；『敗北を通しての勝利』を経験する；個人的な不幸、失敗、屈辱、試練によって満足を得る；最善の利益を避ける；犠牲化され壊滅され不名誉を受けることを選ぶ。         |
| 被虐型     | 抑鬱的性質等 | 真正の悲惨、絶望、苦難、苦悩、苦痛、病気を経験する；嘆きは他人の中にもっぱら罪悪感を作り出す；責任や、重荷を負わせる『迫害者』から免れることによって噴き出す怒り。               |